# Walter Sethe

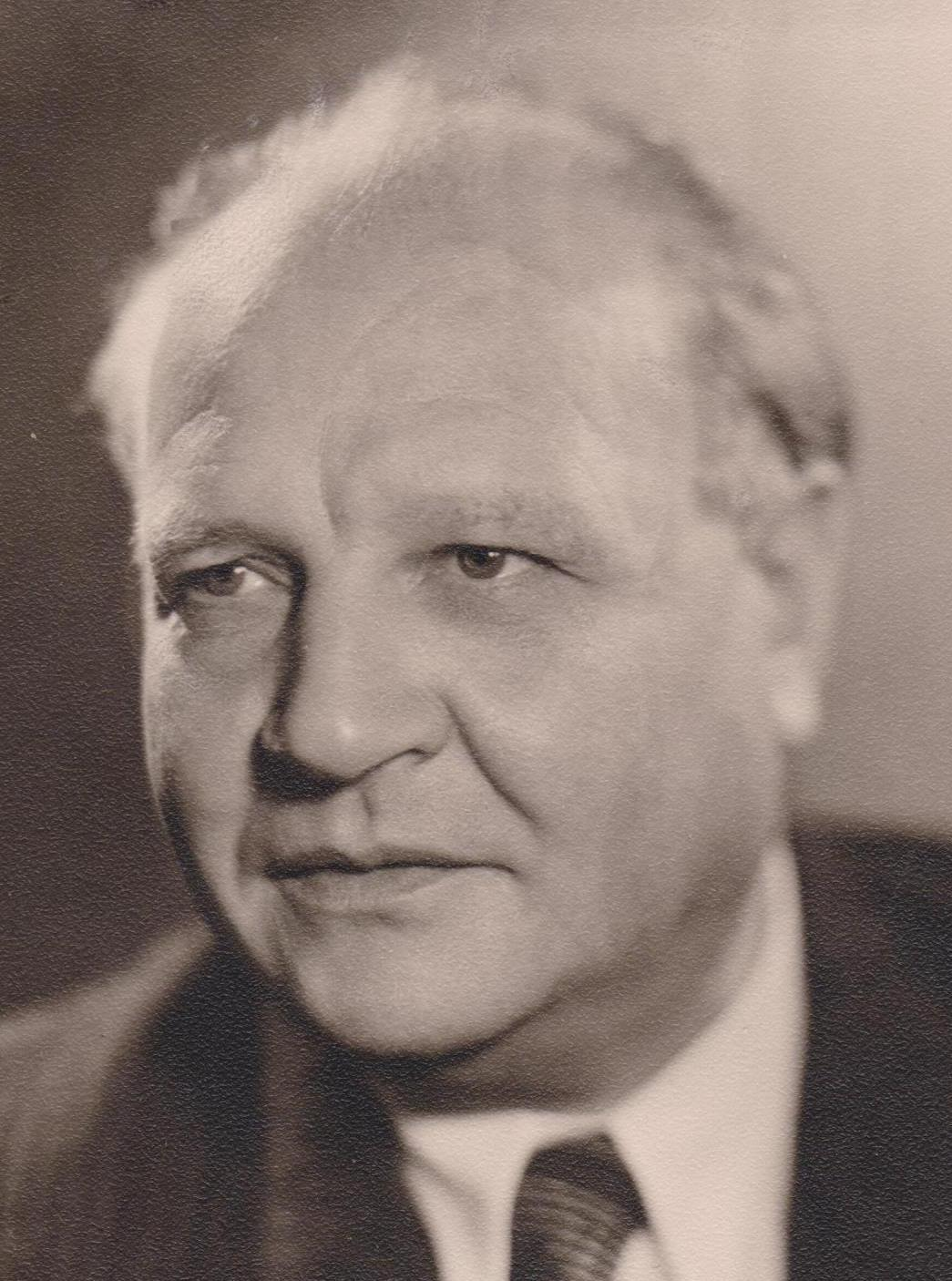
Walter Sethe 1955

Walter Sethe, auch: Walther (* 2. April 1898 in Bochum; † 10. November 1955 in Lemgo) war ein deutscher Verwaltungsbeamter, unter anderem Landrat in Suhl und Stadtdirektor von Lemgo.

## Leben und Werk
Sethe nahm 1916–1918 am Ersten Weltkrieg teil. Von 1919 bis 1923 studierte er Jura in Münster, Hamburg und Berlin. Nach dem Zweiten Staatsexamen war er als Assessor an den Landratsämtern in Vohwinkel, Düsseldorf, Bielefeld und Suhl tätig. Sethe wurde dort im September 1933 als Landrat des Landkreises Schleusingen in der preußischen Provinz Sachsen, Regierungsbezirk Erfurt eingesetzt. 

Nach dem Einzug der 3. US-Panzerdivision unter Befehl des Generals George S. Patton am 3. April 1945 wurde Sethe nahe Gotha in einem Lager interniert. Ende Februar 1946 wurde er in die amerikanische Besatzungszone nach Darmstadt verbracht, weiter verhört und im Juni in Oeslau entlassen. Am 25. November 1947 wurde Sethe in Lemgo aus vier Bewerbern zum Stadtdirektor gewählt und am 3. Dezember 1947 in das Amt eingeführt. Er ersetzte damit den kommissarischen Stadtdirektor, den Detmolder Regierungsinspektor Clemens Becker. Über seine Zeit als Stadtdirektor urteilte die Stadtgeschichtsschreibung:
„Die Wahl Sethes und seine erfolgreiche Verwaltungsführung haben in den folgenden Jahren der Lemgoer Kommunalpolitik mannigfache Impulse gegeben und ermöglicht, wichtige Grundlagenentscheidungen für die Entwicklung der Stadt zu treffen.“  Sethe war Mitglied im Städtebund und in den Vorständen der Westfälischen Ferngas AG, in der Wesertal GmbH und in der Wohnbau- und Siedlungsgenossenschaft. Des Weiteren förderte die Stadt in seiner Amtszeit die Marien-Kantorei, die Volkshochschule, das Landestheater Detmold und die Nordwestdeutsche Philharmonie.
Walter Sethe war der Bruder von Paul Sethe und Vater von Walther Sethe und Stefan Sethe.